# Juventus (гурт)
Juventus — угорська біт-група, яка з 1971 по 1973 рік була оркестром супроводження Каті Ковач.

## Ранній період
Історія групи почалась восени 1968 року, коли клавішник Ласло Папаї-Фараго (Pápai Faragó László), не спрацювавшись з лідером гурту «Syrius» Жольтом Баронич (Baronits Zsolt), вирішив створити свою власну біт-команду. Назва «Juventus», яка з латинської мови перекладається як «Юність», Ласло Папаї-Фараго взяв в ім"я своєї дружини- молодої співачки Кіри Амбруш (Ambrus Margit «Kyri»), на якій нещодавно одружився. Разом з ним у новий колектив з «Syrius» перейшли бас-гітарист Дінеш Варго (Varga Dénes), саксофоніст Акош Мольнар (Molnár Ákos) і барабанщик Лайощ Фехер (Fehér Lajos). Останній також привів свого друга гітариста Пітера Хонка (Hanka Péter) з «Atlantis». Перший концерт «Juventus» пройшов в театрі Komárom в листопаді 1968 року. А 1 грудня групу показали по телебаченні в музичній програмі «Slágerkupa» з піснею «Nem kell tagadni», авторами якої були Molnár Ákos і Poór Péter.
Композиторський талант Акоша Мольнара проявився і в наступних записах «Juventus», яка в кінці 60-тих записала кілька синглів, у тому числі «Óriáskerék», «Süt a nap», «Rozi 69» (наслідуючи The Beatles «Obladi oblada»), «Zsíros kenyér», «Ilyen voltam» и «Tavirózsák». Коли в 1969 році група брала участь у Táncdalfesztivál, їм було важко обрати для презентації одну композицію з десятка вартих. Не дивлячись на це в 1970 року Ласло Папаї-Фараго, виключив Акоша Мольнара з групи і саксофоністом став Золтан Елекеш (Elekes Zoltán) з групи «Apostol», якого порекомендував Hanka Péter. Також, в кінці 60-тих група виступала з Ambrus Kyri і Pál Szécsi.
З 1971-73 роках хвиля хаосу накрила рок-спільноту Будапешта: музиканти знімались з нагрітих місць і активно переходили в інші колективи, старі групи припиняли своє існування, даючи дорогу новим. Ці процеси також зачепили «Juventus». Спочатку бас-гітарист Дінеш Варго вирішив залишити музикальну царину, а на його місце прийшов Пітер Шипош (Sipos Péter) з «Hungária». Потім пішов Лайош Фехер, якого замінив Бела Сигеті(Szigeti Béla). З лютого по березень 1971 року група виступала в наступному складі: клавішник Pápai Faragó László, тромбоніст Tóth Béla, бас-гітарист Sipos Péter, гітарист Hanka Péter, барабанщик Szigeti Béla і саксофоніст Elekes Zoltán. Неочікувано вокаліст Sztevanovity Zorán з групи, яка розпалась «Metro» запропонував музикантам «Juventus» супроводжувати його в черговому турі і четверо учасників групи (Hanka Péter, Szigeti Béla, Tóth Béla и Elekes Zoltán) покинули «Juventus» і Ласло Папаї-Фараго залишився «біля розбитого корита».